# Кузьминское (Ярославский район)
Кузьминское — деревня в Ярославском районе Ярославской области. Входит в состав Заволжского сельского поселения.

## География
Находится в восточной части Ярославской области на расстоянии приблизительно 26 км на север-северо-восток по прямой от станции Филино.

## История
В 1859 году здесь (деревня Даниловского уезда Ярославской губернии) было учтено 19 дворов , в 1898 — 14.

## Население
Численность населения: 83 человека (1859 год), 5 (русские 100 %) в 2002 году, 1 в 2010.